# Евсеев, Вадим Валентинович
Вади́м Валенти́нович Евсе́ев (род. 8 января 1976, Мытищи, Московская область) — российский футбольный тренер, ранее выступавший как футболист на позициях правого и центрального защитника. Шестикратный чемпион России. Наиболее известен по выступлениям за московский «Локомотив», в составе которого дважды становился чемпионом России, а также принимал участие в розыгрышах Лиги чемпионов. Участник чемпионата Европы 2004 года.

## Клубная карьера
Начал играть в футбол в ДЮСШ «Динамо» Москва. В 1990 году после того, как его не взяли на международное соревнование во Франции, перешёл в школу «Локомотива».
После двух лет игры в команде «Спартак» Мытищи был приглашён в 1993 году в московский «Спартак». В первой команде дебютировал в четвертьфинальном матче Лиги чемпионов 6 марта 1996 года в игре против «Нанта». В сезоне-1996 сыграл за основной состав 27 матчей и помог молодой команде, возглавляемой Георгием Ярцевым, выиграть золото чемпионата России. В дальнейшем стал реже попадать в состав и вторую половину сезона 1998 года провёл в аренде в московском «Торпедо», после чего вернулся в «Спартак».
Сезон-2000 начал в московском «Локомотиве», где провёл бо́льшую часть своей карьеры. В феврале 2007 года, не подойдя новому тренеру «Локомотива» Анатолию Бышовцу, вернулся в вылетевшее в первый дивизион «Торпедо», которым в то время руководил Ярцев.
В августе 2007 года перешёл в «Сатурн», в составе которого до конца 2008 года провёл 16 матчей и забив 1 мяч, однако 9 января 2009 года был выставлен на трансфер, а 14 января прибыл в расположение «Кубани», возглавляемой его старым знакомым Сергеем Овчинниковым. Участвовал в ряде контрольных матчей, даже в качестве капитана команды, однако затем покинул расположение клуба, а 12 февраля появилась информация, что Евсеев тренируется с молодёжным составом «Сатурна», имея официальное разрешение «Кубани» на поиск новой команды. В итоге Евсеев остался в «Сатурне» игроком основного состава.
В апреле 2011 года Евсеев перешёл в белорусский клуб «Торпедо-БелАЗ» Жодино. Главным тренером команды на тот момент являлся бывший партнёр Евсеева по «Локомотиву» Сергей Гуренко.
21 ноября объявил о завершении профессиональной карьеры:
«Заканчивать нужно вовремя. Сейчас настал именно такой момент. Хотя главный тренер „Торпедо“ Сергей Гуренко и руководство клуба предлагали на выбор — играть за их команду дальше или войти в тренерский штаб. Но я за целый год так соскучился по семье, которую видел лишь урывками, что для себя решил уже давно: этот сезон — последний в качестве игрока! У клубов РФПЛ был целый год, чтобы пригласить меня. Никто не заинтересовался. Значит, не нужен. Ну и ладно. Я не пропаду».
В 2012 году провёл пять матчей в любительской лиге (зона «Черноземье») за тульский «Арсенал». Также выступал за мытищинский «Олимпик».
С декабря 2011 года по 2013 год — вице-президент футбольного агентства «Проф-спорт компани», представляющего интересы более 100 российских футболистов.
14 мая 2012 года на московском стадионе «Локомотив» состоялся прощальный матч Вадима Евсеева, в котором сборная России уступила сборной мира со счётом 2:4. Один из мячей у проигравших забил Евсеев.

## Карьера в сборной
Первый матч за сборную России сыграл 31 марта 1999 года в матче против Андорры, в котором сборная России победила 6:1. 
После стыковых игр сборной России со сборной Уэльса за право попасть на чемпионат Европы 2004 года в Португалии Евсеев получил общероссийскую известность. В первом матче (15 ноября 2003, Москва, 0:0) он совершил жёсткий подкат в ноги главной звезды валлийцев Райана Гиггза, за что получил от последнего удар локтем в ухо. Весь эпизод остался без внимания арбитра, однако вызвал большой резонанс после игры. В послематчевом интервью Гиггз заявил: «Это „подкат Евсеева“ был самый жестокий приём за всю мою карьеру!», что вызвало в Уэльсе шквал негодования по отношению к защитнику «Локомотива». Евсеев же утверждал, что против Гиггза всегда играли жёстко в АПЛ и что валлийский капитан не имел права жаловаться после такого подката. В 2013 году, обсуждая события матча в интервью с корреспондентом «Советского спорта», Евсеев признал, что был не прав в эпизоде с Гиггзом, когда решил сделать опасный подкат с целью устрашения соперника. Евсеев также полностью оправдал несдержанную эмоциональную реакцию Гиггза, заявив что он сам, вероятнее всего, поступил бы аналогичным образом.
После матча в Москве Российский футбольный союз обратился в УЕФА с требованием рассмотреть эпизод и дисквалифицировать валлийца: отстранение Гиггза на два матча сборных, однако, случилось уже после стыковых игр. Пресса усиленно раздувала скандал, оказывая на игроков обеих команд жесточайшее давление. Дополнительным негативным психологическим фактором было то, что незадолго до игры дочери Вадима Полине была сделана сложнейшая операция на сердце, что ставило под вопрос само участие Евсеева в матче. В ответной игре — 19 ноября в Кардиффе — стадион освистывал каждое касание мяча российским защитником. Однако именно Евсеев на 22 минуте забил гол, оказавшийся единственным его голом за сборную России и единственным голом в двухматчевом противостоянии с Уэльсом.
После окончания матча Евсеев на эмоциях крикнул в телекамеру: «Хуй вам! Понятно? Хуй!». Этот момент также попал в прямую трансляцию матча на телевидении. В послематчевом интервью Евсеев прокомментировал свои слова: «Я просто сказал им, что на чемпионат Европы они не поедут». В 2011 году в программе «Удар головой» Евсеев рассказал, что во время самого известного матча в своей карьере, главное — что интересовало его, это здоровье его ребёнка, поскольку он переносил операцию на сердце.
Всего Евсеев сыграл за сборную России 20 матчей и забил 1 гол.

## Тренерская карьера
С июня 2013 года по конец 2014 входил в тренерский штаб команды «Текстильщик» (Иваново), который возглавлял бывший партнёр Евсеева по «Спартаку» и «Сатурну» Дмитрий Парфёнов. В 2014 году проходил обучение в Высшей школе тренеров по получению лицензии категории «А» УЕФА.
7 января 2015 года стал ассистентом Гаджи Гаджиева в «Амкаре».
С февраля 2017 — главный тренер клуба ПФЛ «Текстильщик» Иваново. 1 сентября 2017 года после матча с «Долгопрудным» (3:3) на начавшейся послематчевой пресс-конференции заявил, что со следующего дня он уже не является главным тренером «Текстильщика» и уходит на повышение в РФПЛ, после чего встал и покинул зал.
В сентябре 2017 вернулся в «Амкар». Со 2 марта 2018, после ухода Гаджиева — исполняющий обязанности главного тренера команды. 15 марта был утверждён в качестве главного тренера.
20 июня 2018 стал старшим тренером «Анжи». Через два месяца, 20 августа стал главным тренером клуба «СКА-Хабаровск», подписав контракт до конца сезона. 26 марта 2019 досрочно расторг контракт, так как получил предложение возглавить клуб премьер-лиги.
27 марта 2019 года был назначен главным тренером клуба «Уфа», соглашение было рассчитано на два года. 7 октября 2020 года был уволен за неудовлетворительные результаты — 15-е место после 10 туров чемпионата-2020/21.
1 июня 2021 года был назначен главным тренером клуба «Шинник», соглашение было подписано сроком на два года. В дебютном сезоне с клубом стал победителем группы 2 ФНЛ-2 и вышел в первый дивизион. 30 апреля 2023 года, за пять туров до конца сезона в Первой лиге, соглашение между клубом и тренером было расторгнуто по соглашению сторон. На следующий день был представлен игрокам «Факела», став главным тренером выступающей в премьер-лиге воронежской команды. «Факел» сохранил место в лиге по итогам сезона 2022/23, переиграв в стыковых матчах «Енисей», а 5 сентября, после семи туров следующего чемпионата, в котором воронежская команда одержала одну победу, один раз сыграла вничью и пять раз проиграла и находилась на предпоследнем 15-м месте, руководство клуба объявило об отставке Евсеева. 12 сентября 2023 года возглавил «Кубань», подписав контракт до конца сезона 2023/24. 8 апреля 2024 года покинул клуб в связи с расторжением контракта по обоюдному согласию сторон.
21 сентября 2024 года возглавил «Ленинградец», выступающий в дивизионе «А» Второй лиги, подписав контракт до конца сезона 2024/25 с возможностью продления. 25 мая 2025 года клуб и Евсеев прекратили сотрудничество по обоюдному согласию.

## Автобиография
В 2016 году в издательстве «АСТ» вышла автобиография Вадима Евсеева «Футбол без цензуры» в записи Игоря Рабинера.

## Статистика выступлений

### Клубная
| Сезон | Команда            | Игры | Голы |
| ----- | ------------------ | ---- | ---- |
| 1996  | «Спартак» Москва   | 27   | 2    |
| 1997  | «Спартак» Москва   | 18   | 0    |
| 1998  | «Спартак» Москва   | 6    | 0    |
| 1998  | «Торпедо» Москва   | 10   | 0    |
| 1999  | «Спартак» Москва   | 11   | 1    |
| 2000  | «Локомотив» Москва | 29   | 2    |
| 2001  | «Локомотив» Москва | 13   | 0    |
| 2002  | «Локомотив» Москва | 24   | 7    |
| 2003  | «Локомотив» Москва | 23   | 4    |
| 2004  | «Локомотив» Москва | 27   | 4    |
| 2005  | «Локомотив» Москва | 21   | 2    |
| 2006  | «Локомотив» Москва | 24   | 0    |
| 2007  | «Торпедо» Москва   | 20   | 4    |
| 2007  | «Сатурн» Раменское | 8    | 1    |
| 2008  | «Сатурн» Раменское | 8    | 0    |
| 2009  | «Сатурн» Раменское | 12   | 1    |
| 2010  | «Сатурн» Раменское | 20   | 1    |
| 2011  | «Торпедо» Жодино   | 22   | 4    |
| 2012  | «Арсенал» Тула     | 5    | 1    |

### Матчи Евсеева за сборную России
| Матчи Евсеева за сборную России | Матчи Евсеева за сборную России | Матчи Евсеева за сборную России | Матчи Евсеева за сборную России | Матчи Евсеева за сборную России | Матчи Евсеева за сборную России | Матчи Евсеева за сборную России |
| ------------------------------- | ------------------------------- | ------------------------------- | ------------------------------- | ------------------------------- | ------------------------------- | ------------------------------- |
| №                               | Дата                            | Оппонент                        | Счёт                            | Голы Евсеева                    | Соревнование                    |                                 |
| 1                               | 31 марта 1999                   | Андорра                         | 6:1                             | -                               | Отборочные матчи ЧЕ-2000        |                                 |
| 2                               | 16 октября 2002                 | Албания                         | 4:1                             | -                               | Отборочные матчи ЧЕ-2004        |                                 |
| 3                               | 6 сентября 2003                 | Ирландия                        | 1:1                             | -                               | Отборочные матчи ЧЕ-2004        |                                 |
| 4                               | 11 октября 2003                 | Грузия                          | 3:1                             | -                               | Отборочные матчи ЧЕ-2004        |                                 |
| 5                               | 15 ноября 2003                  | Уэльс                           | 0:0                             | -                               | Отборочные матчи ЧЕ-2004        |                                 |
| 6                               | 19 ноября 2003                  | Уэльс                           | 1:0                             | 1                               | Отборочные матчи ЧЕ-2004        |                                 |
| 7                               | 31 марта 2004                   | Болгария                        | 2:2                             | -                               | Товарищеский матч               |                                 |
| 8                               | 28 апреля 2004                  | Норвегия                        | 2:3                             | -                               | Товарищеский матч               |                                 |
| 9                               | 25 мая 2004                     | Австрия                         | 0:0                             | -                               | Товарищеский матч               |                                 |
| 10                              | 12 июня 2004                    | Испания                         | 0:1                             | -                               | Финальные матчи ЧЕ-2004         |                                 |
| 11                              | 16 июня 2004                    | Португалия                      | 0:2                             | -                               | Финальные матчи ЧЕ-2004         |                                 |
| 12                              | 20 июня 2004                    | Греция                          | 2:1                             | -                               | Финальные матчи ЧЕ-2004         |                                 |
| 13                              | 4 сентября 2004                 | Словакия                        | 1:1                             | -                               | Отборочные матчи ЧМ-2006        |                                 |
| 14                              | 9 октября 2004                  | Люксембург                      | 4:0                             | -                               | Отборочные матчи ЧМ-2006        |                                 |
| 15                              | 13 октября 2004                 | Португалия                      | 1:7                             | -                               | Отборочные матчи ЧМ-2006        |                                 |
| 16                              | 17 ноября 2004                  | Эстония                         | 4:0                             | -                               | Отборочные матчи ЧМ-2006        |                                 |
| 17                              | 9 февраля 2005                  | Италия                          | 0:2                             | -                               | Товарищеский матч               |                                 |
| 18                              | 26 марта 2005                   | Лихтенштейн                     | 2:1                             | -                               | Отборочные матчи ЧМ-2006        |                                 |
| 19                              | 8 июня 2005                     | Германия                        | 2:2                             | -                               | Товарищеский матч               |                                 |
| 20                              | 17 августа 2005                 | Латвия                          | 1:1                             | -                               | Отборочные матчи ЧМ-2006        |                                 |

Итого: 20 матчей / 1 гол; 8 побед, 7 ничьих, 5 поражений.

## Статистика в качестве главного тренера
| Команда               | Начало работы    | Окончание работы | Результаты | Результаты | Результаты | Результаты | Результаты | Результаты | Результаты | Результаты |
| Команда               | Начало работы    | Окончание работы | И          | В          | Н          | П          | ГЗ         | ГП         | РМ         | В %        |
| --------------------- | ---------------- | ---------------- | ---------- | ---------- | ---------- | ---------- | ---------- | ---------- | ---------- | ---------- |
| Текстильщик (Иваново) | 1 февраль 2017   | 2 сентябрь 2017  | 19         | 15         | 3          | 1          | 48         | 11         | +37        | 078,95     |
| Амкар                 | 2 марта 2018     | 19 июня 2018     | 12         | 6          | 2          | 4          | 11         | 11         | +0         | 050,00     |
| СКА-Хабаровск         | 20 августа 2018  | 26 марта 2019    | 23         | 8          | 9          | 6          | 28         | 28         | +0         | 034,78     |
| Уфа                   | 27 марта 2019    | 7 октября 2020   | 71         | 21         | 23         | 27         | 70         | 74         | −4         | 029,58     |
| Шинник                | 1 июня 2021      | 30 апреля 2023   | 44         | 18         | 14         | 12         | 54         | 45         | +9         | 040,91     |
| Факел                 | 1 мая 2023       | 5 сентября 2023  | 17         | 7          | 1          | 9          | 16         | 20         | −4         | 041,18     |
| Кубань                | 12 сентября 2023 | 8 апреля 2024    | 17         | 4          | 5          | 8          | 16         | 27         | −11        | 023,53     |
| Ленинградец           | 21 сентября 2024 | 25 мая 2025      | 22         | 8          | 10         | 4          | 26         | 20         | +6         | 036,36     |
| Всего                 | Всего            | Всего            | 225        | 87         | 67         | 71         | 269        | 236        | +33        | 038,67     |

## Достижения

### В качестве игрока
«Спартак»
- Чемпион России (4): 1996, 1997, 1998, 1999
- Обладатель Кубка России: 1997/98
- Обладатель Кубка Содружества: 1999

«Локомотив»
- Чемпион России (2): 2002, 2004
- Серебряный призёр чемпионата России (2): 2000, 2001
- Бронзовый призёр чемпионата России (2): 2005, 2006
- Обладатель Кубка России (3): 1999/2000, 2000/01, 2006/07
- Обладатель Суперкубка России (2): 2003, 2005
- Обладатель Кубка Содружества: 2005